# Callicercops milloti
Callicercops milloti là một loài bướm đêm thuộc họ Gracillariidae. Loài này sinh sống ở Madagascar.
Ấu trùng ăn Bauhinia. Chúng cuộn lá làm tổn.